# Stade Triyue Trang
Le stade Triyue Trang (en chinois : 拉萨市人民体育场) est un stade de football situé à Lhassa, région autonome du Tibet. C'est le principal stade de football de Lhassa.

## Histoire
Selon Robert Barnett, en 1987, à la suite du Plan de paix en cinq points pour le Tibet, un discours prononcé par le dalaï-lama à Washington le 21 septembre 1987, un rassemblement obligatoire a été organisé le 23 septembre dans ce stade, où 14 000 personnes durent écouter la sentence de mort de deux Tibétains (décrits comme criminels par le gouvernement chinois mais comme détenus politiques par les exilés tibétains), apparemment une réponse officielle au discours du dalaï-lama. Les condamnés y furent exhibés et leur sentence fut annoncée en forme d’avertissement politique, ils furent exécutés immédiatement.